# رجاء (فلم)
رجاء فيلم مصري من إنتاج عام 1945، بطولة أنور وجدي، ورجاء عبده، إخراج عمر جميعي.

## فريق العمل
- أنور وجدي
- رجاء عبده
- أمينة شريف
- محمود المليجي
- إسماعيل ياسين
- ماري منيب

## روابط خارجية
- مقالات تستعمل روابط فنية بلا صلة مع ويكي بيانات